# Thomas Waldrom

a Compétitions nationales et continentales officielles uniquement.

b Matchs officiels uniquement.
Dernière mise à jour le 16 octobre 2018.
Thomas R. Waldrom, né le 28 avril 1983 à Lower Hutt, est un joueur néo-zélandais de rugby à XV qui joue au poste de troisième ligne centre. Après avoir joué plusieurs saisons en Nouvelle-Zélande dans le NPC et en Super 14, il rejoint les Leicester Tigers en 2010.

## Biographie
Né à Lower Hutt, Thomas Waldrom effectue sa scolarité au St. Patrick's College où il joue pour l'équipe de rugby d'abord au poste de pilier ou de talonneur avant de se fixer au poste de troisième ligne centre.
Il débute en 2001 dans le National Provincial Championship avec l'équipe de Wellington contre Otago. Puis, en 2004, il fait ses débuts en Super 12 avec les Hurricanes face aux Stormers. En concurrence forte en troisième ligne avec Rodney So'oialo, Jerry Collins et Chris Masoe, il n'a pas souvent l'occasion d'être titulaire et ne dispute que 30 matchs en cinq saisons. Il est d'ailleurs remplaçant lors de la finale perdue en 2006 contre les Crusaders dans des conditions météorologiques détestables avec la présence d'un épais brouillard tout au long du match,.
À la fin de la saison 2008, il quitte les Hurricanes pour rejoindre les Crusaders en Super 14 et l'équipe de Hawke's Bay en NPC. Il joue deux saisons de Super 14 avec les Crusaders et atteint les demi-finales de la compétition étant éliminé les deux fois par les Bulls.
À l'été 2010, il part jouer en Europe et s'engage avec les Leicester Tigers. Avec le club anglais, il perd la finale du Championnat d'Angleterre, battu par les Saracens en finale sur le score de 22 à 18,. Malgré la défaite, il réalise une bonne saison qui est récompensée par l'obtention du titre du PRA player of the year award attribué par la Professional Rugby Players Association. Il devance l'ailier Chris Ashton et son compatriote Nick Evans. Au mois de juin, il est retenu dans la liste des 45 joueurs pré-sélectionnés par Martin Johnson pour disputer la Coupe du monde. Le 26 septembre 2011, il entre l'effectif de la Coupe du monde, remplaçant Andrew Sheridan qui s'est blessé l'épaule.

## Palmarès

### En club
- Wellington
  - Finaliste du National Provincial Championship en 2006, 2007 et 2008

- Hurricanes
  - Finaliste du Super 14 en 2006

- Leicester Tigers
  - Finaliste du Championnat d'Angleterre en 2011

- Exeter Chiefs
  - Finaliste du Championnat d'Angleterre en 2016 et 2018
  - Vainqueur du Championnat d'Angleterre en 2017

### Distinctions personnelles
- Meilleur marqueur d'essais du Championnat d'Angleterre en 2015 et 2016
- Meilleur marqueur d'essais de la Coupe d'Europe en 2016